# Ивамурада (княжество)
Княжество Ивамурада (яп. 岩村田藩 Ивамурада-хан) — феодальное княжество (хан) в Японии периода Эдо (1703—1871). Ивамурада-хан располагался в провинции Синано (современная префектура Нагано) на острове Хонсю.
Административный центр хана: Ивамурада jin’ya в провинции Синано (современный город Саку, префектура Нагано). На протяжении всей истории княжество управлялось самурайским родом Найто.

## История
Ивамурада-хан был создан в 1703 году. Первым правителем хана был назначен Найто Масатомо (1663—1711), который ранее сидел в Аканума-хане в провинции Мусаси (1694—1703). Взамен своих небольших земель в провинциях Мусаси, Кодзукэ, Хитати, Кадзуса и Симоса он получил во владение Ивамурада-хан в уезде Саку, провинция Синано (16 000 коку). Его потомки продолжали управлять княжеством Ивамурада вплоть до Реставрации Мэйдзи.
Найто Масацуна, 6-й даймё Ивамурада-хана (1802—1860), был братом Мидзуно Тадакуни и занимал пост родзю в администрации сёгуната Токугава.
Во время Войны Босин (1868—1869) Ивамурада-хан быстро перешел на сторону императорского правительства Мэйдзи. Воинский контингент княжества участвовал в битвах против Северного союза в битвах при Уцуномии, Хокуэцу и Айдзу.
В июле 1871 года после административно-политической реформы Ивамурада-хан был ликвидирован и включен в состав префектуры Нагано. Найто Масанобу, последний даймё Ивамурада-хана (1860—1871), получил наследственный титул виконта (сисяку) в новой японской аристократической системе (кадзоку).

## Список даймё
| #                                 | Имя и годы жизни                           | Правление | Титул                    | Ранг                    | Кокудара            | Примечания                                                                                               |
| --------------------------------- | ------------------------------------------ | --------- | ------------------------ | ----------------------- | ------------------- | --- |
| Род Найто (фудай-даймё) 1703—1871 |                                            |           |                          |                         |                     | |
| 1                                 | Найто Масатомо (1663-1711) (яп. 内藤正友)  | 1703-1711 | Shikibu-shōyu (式部少輔) | Пятый нижний (従五位下) | 16,000 коку         | Третий сын Найто Масакацу (1643—1694), 1-го даймё Аканума-хана (1693—1694)                               |
| 2                                 | Найто Масаюки (1705-1746) (яп. 内藤正敬)   | 1711-1746 | Симоса-но-ками (下総守)  | Пятый нижний (従五位下) | 16,000 коку         | Второй сын предыдущего                                                                                   |
| 3                                 | Найто Масасукэ (1733-1770) (яп. 内藤正弼)  | 1746-1770 | Мино-но-ками (美濃守)    | Пятый нижний (従五位下) | 16,000->15,000 коку | Старший сын предыдущего                                                                                  |
| 4                                 | Найто Масаоки (1756-1792) (яп. 内藤正興)   | 1770-1792 | Сима-но-ками (志摩守)    | Пятый нижний (従五位下) | 15,000 коку         | Второй сын предыдущего                                                                                   |
| 5                                 | Найто Масакуни (1773-1803) (яп. 内藤正国)  | 1792-1802 | Мино-но-ками (美濃守)    | Пятый нижний (従五位下) | 15,000 коку         | Четвертый сын Мидзуно Тадаканэ (1744—1818), 2-го даймё Карацу-хана (1775—1805), приёмный сын предыдущего |
| 6                                 | Найто Масацуна (1795-1860) (яп. 内藤正縄)  | 1802-1860 | Бунго-но-ками (豊後守)   | Пятый нижний (従五位下) | 15,000 коку         | Третий сын Мидзуно Тадааки (1771—1814), 3-го даймё Карацу-хана (1805—1812), приёмный сын предыдущего     |
| 7                                 | Найто Масаакира (1845-1880) (яп. 内藤正誠) | 1860-1871 | Сима-но-ками (志摩守)    | Пятый нижний (従五位下) | 15,000 коку         | Старший сын Найто Масаёси (1821—1854), внук Найто Масацуны.                                              |